# اوریب
اوریب (روسی: Уриб) یک روستا در روسیه است که در شهرستان شامیل از توابع داغستان واقع شده است.